# Ǵurǵevište
Ǵurǵevište (en macédonien Ѓурѓевиште ; en albanais Gjurgjevishti) est un village du nord-ouest de la Macédoine du Nord, situé dans la commune de Vrapčište. Le village comptait 403 habitants en 2002. Il est majoritairement albanais.

## Démographie
Lors du recensement de 2002, le village comptait :
- Albanais : 399
- Macédoniens : 3
- Autres : 1